# Jumento Pêga
Pêga é uma raça de jumento originária do Brasil. Surgiu a partir da necessidade de um animal de trabalho, forte, resistente e adaptado ao clima local. Embora de origem antiga e indefinida, existem especulações sobre sua história. Uma das teorias especula que seja descendente dos jumentos egípcios. A segunda teoria, porém diz que o Pêga descende do cruzamento entre as raças europeias italianas e andaluz, e o asno africano. É utilizado para montaria e tração. Sua altura da cernelha é de 130 cm em média para machos; e de 125 cm em média, para fêmeas. É bastante utilizado para produzir muares.

## Ver também

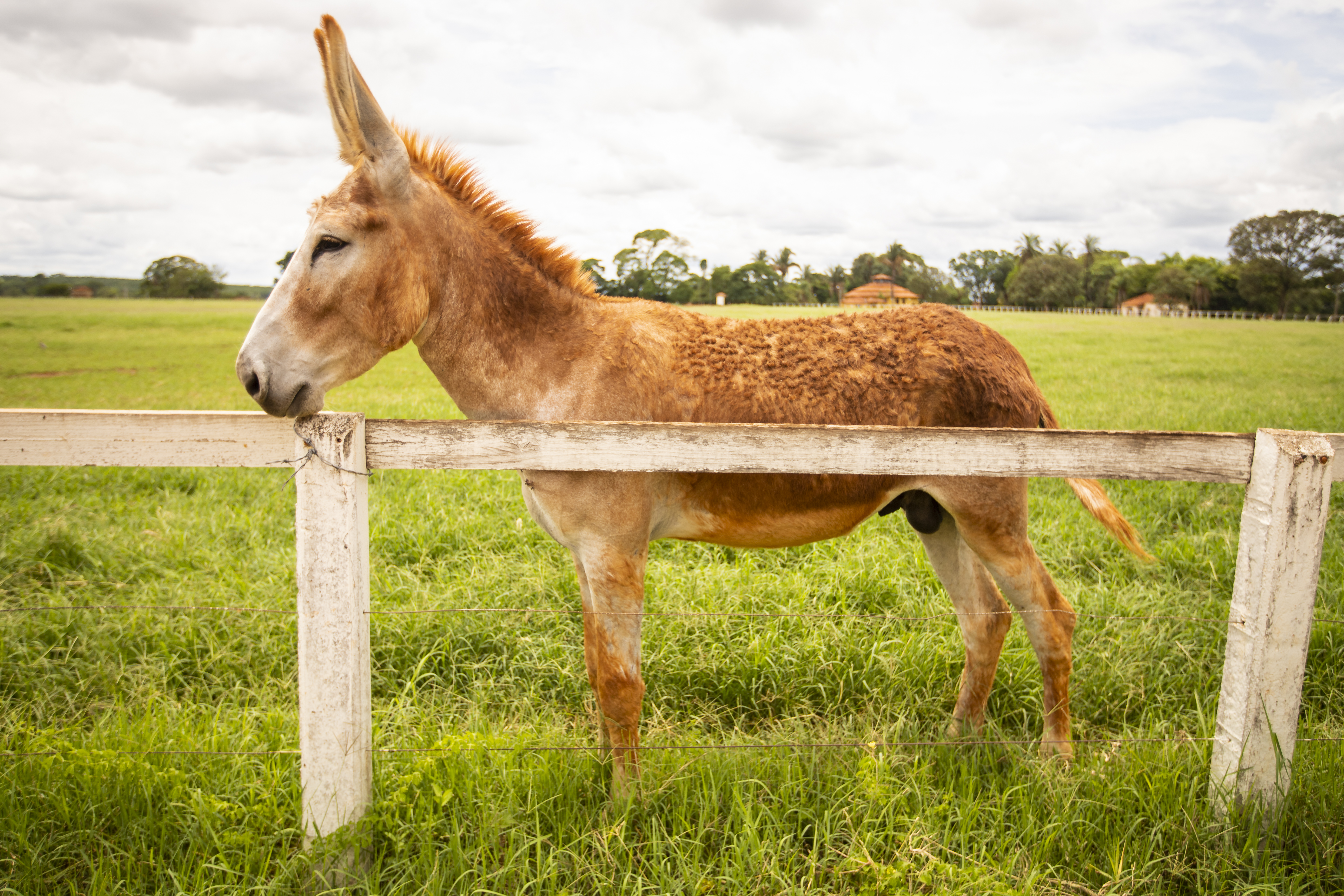